# Andrzej Hrynkiewicz
Andrzej Zygmunt Hrynkiewicz, (ur. 29 maja 1925 w Wilnie, zm. 13 października 2016 w Krakowie) – polski fizyk, w czasie II wojny światowej żołnierz Armii Krajowej, aresztowany w 1944, zesłany do obozu pracy w kopalni węgla w Donbasie. Był jednym z najwybitniejszych polskich fizyków okresu powojennego. W ciągu swej blisko 70-letniej działalności naukowej uzyskał szereg osiągnięć, które stanowią trwały wkład w rozwój fizyki, a zwłaszcza fizyki jądra atomowego i fizyki fazy skondensowanej materii oraz fizyki medycznej.

## Życiorys

### Dzieciństwo i młodość w Wilnie
Jego rodzice urodzili się we Lwowie. Ojciec Józef był fizykiem, a jego matka Stanisława z domu Paszkowska matematyczką. Zmarła, gdy miał dwa lata. Druga żona jego ojca, Zofia Okołów-Hrynkiewicz, którą Andrzej Hrynkiewicz traktował jak prawdziwą matkę, była lekarzem okulistą i do wybuchu II wojny światowej pracowała w Klinice Okulistycznej Uniwersytetu Stefana Batorego w Wilnie. Jego ojcem chrzestnym był fizyk Henryk Niewodniczański, kolega i przyjaciel jego ojca z Zakładu Fizycznego Uniwersytetu Stefana Batorego.
Po ukończeniu szkoły podstawowej „Promień“ uczęszczał do Gimnazjum im. Króla Zygmunta Augusta w Wilnie. W czasie okupacji kształcił się w liceum ogólnokształcącym na kompletach tajnego nauczania , gdzie w 1941 roku uzyskał małą maturę, a w 1943 otrzymał świadectwo dojrzałości. Studia rozpoczął w roku 1943 w Wilnie, gdzie uczęszczał na wykłady z fizyki i matematyki tajnego Uniwersytetu Stefana Batorego.

### Członek AK
Był członkiem Armii Krajowej o pseudonimie „Żbik“. W wieku 19 lat brał udział w operacji "Ostra Brama", której celem było wyzwolenie Wilna przed wkroczeniem Armii Czerwonej . W styczniu 1945 został aresztowany przez NKWD i po miesięcznym pobycie w dwóch więzieniach na Antokolu i na Łukiszkach, wywieziony do pracy przy odbudowywaniu zniszczonych przez Niemców kopalni węgla w Zagłębiu Donieckim w Donbasie. Zwolniony niespełna rok później, po ok. 9 miesiącach, jako niezdolny do ciężkiej pracy fizycznej, wrócił do Wilna. Dowiedziawszy się, że jego matka w ramach „repatriacji“ wyjechała do Polski i zamieszkała we Włocławku poszedł w jej ślady i również miesiąc później wyjechał.

### Studia i kariera naukowa
W 1946 po przyjeździe do Polski kontynuował naukę. Początkowo na Wydziale Matematyczno-Przyrodniczym nowo utworzonego Uniwersytetu Mikołaja Kopernika w Toruniu. Należał do pierwszej grupy studentów tej uczelni . Otrzymał indeks UMK o numerze 48/MP, datowanego na dzień 5 stycznia 1946 roku. Uczęszczał  na wykłady i ćwiczenia z astronomii prowadzone przez profesorów Władysława Dziewulskiego i Wilhelminę Iwanowską oraz rachunku różniczkowego i całkowego oraz logiki matematycznej i teorii grup prof. Stanisława Jaśkowskiego. Uczestniczył też w wykładach z fizyki doświadczalnej prof. Aleksandra Jabłońskiego. Jako wybitnie uzdolniony student z dniem 1 kwietnia 1946 został zatrudniony w Katedrze Fizyki Doświadczalnej UMK na stanowisku zastępcy asystenta. Od tej chwili brał aktywny udział w budowie od podstaw tamtejszej Pierwszej Pracowni Fizycznej. Wobec braku możliwości zakupu komercyjnej aparatury naukowo-dydaktycznej i badawczej w okresie powojennym, wszystkie urządzenia i pomoce naukowe musiały być budowane własnoręcznie. Ustawione przez niego ćwiczenia laboratoryjne, służyły wielu kolejnym pokoleniom studentów fizyki, astronomii, matematyki, chemii, biologii i hydrografii. Według dokumentów archiwalnych, z dniem 31 października 1946 Andrzej Hrynkiewicz złożył rezygnację ze stanowiska zastępcy asystenta.
Za namową Henryka Niewodniczańskiego, który jesienią 1946 objął II Katedrę Fizyki Doświadczalnej UJ, Hrynkiewicz opuścił Toruń i przeniósł się na stałe do Krakowa. W tym samym roku został zatrudniony jako młodszy asystent i przyjęty do grupy współpracowników oraz wychowanków z Wilna przez Henryka Niewodniczańskiego, który z rozmachem rozbudowywał Zakład Fizyki od podstaw tworząc fizykę jądrową w Krakowie. Po ukończeniu studiów w 1948 w katedrze filozofii na Wydziale Matematyczno-Przyrodniczym Uniwersytetu Jagiellońskiego Hrynkiewicz został przeniesiony na etat starszego asystenta.
Tytuł doktora uzyskał w 1950, od 1954 pracował na stanowisku docenta. W 1961 został profesorem nadzwyczajnym, a w 1969 zwyczajnym Uniwersytetu Jagiellońskiego w Krakowie.
Był współtwórcą Instytutu Fizyki Jądrowej w Krakowie i jego dyrektorem w latach 1969–1976. Za główne zadanie, podobnie jak Niewodniczański, uważał rozbudowę bazy aparaturowej instytutu. Jego główną troską był rozwój naukowy pracowników, dlatego szczególnie dbał o rozwijanie współpracy międzynarodowej, która znacznie rozszerzyła zakres prowadzonych w kraju badań i pozwalała na bezpośredni dostęp do aktualnych nurtów nauki światowej. Znacząco przyczynił się do rozwoju współpracy naukowej polsko-rosyjskiej. W latach 1966–68 był wicedyrektorem Zjednoczonego Instytutu Badań Jądrowych w Dubnej. Od 1991 był Pełnomocnym Przedstawicielem Rządu RP w tym Instytucie. Brał czynny udział w opracowywaniu dokumentów normatywnych regulujących działalność tego instytutu. Miał również duży wkład w rozwój współpracy międzynarodowej ZBIJ. W 1997 roku pozyskał grantu na Program "Bogolubow-Infeld" mającego na celu współpracę między ZIBJ i polskimi instytucjami.
Od 1966 do chwili odejścia na emeryturę w 1996 był kierownikiem Zakładu Spektroskopii Jądrowej UJ.

### Związki z ks. Karolem Wojtyłą
W latach młodzieńczych Hrynkiewicz należał do Katolickiego Stowarzyszenia Młodzieży Męskiej, kierowanego przez ks. Karola Wojtyłę, który to wiele czasu i energii poświęcał pracy z młodzieżą akademicką. Na początku lat pięćdziesiątych Hrynkiewicz brał również udział w wykładach i seminariach tomistycznych prowadzonych przez ks. Wojtyłę odbywających się w jednej z sal obecnego budynku Filharmonii Krakowskiej.
Wiedząc o zamiłowaniu księdza Wojtyły do wspólnych z młodzieżą wycieczek turystycznych, razem z Jackiem Hennelem zaprosili oni ks. Karola Wojtyłę „na próbę“ na dwudniową wycieczkę narciarską w Gorce. Chcieli się przekonać o jego umiejętnościach narciarskich. W warsztacie Instytutu Fizyki dopasowywali wiązania narciarskie do jego księżowskich trzewików i 24 stycznia 1953 pociągiem wyruszyli we trójkę do Poronina, a stamtąd udali się na nartach do Bukowiny Tatrzańskiej. Wieczorem pojechali do Zakopanego, gdzie dołączył do nich dr Stanisław Szymczyk. Następnego dnia po mszy św. wyruszyli na wycieczkę narciarską z Gubałówki przez Kościelisko do Hali Pisanej. Z Kir wrócili autobusem do Zakopanego, a stamtąd koleją do Krakowa. Wypad do Poronina, Zakopanego i Bukowiny został pomyślany jak sprawdzian narciarski dla Wojtyły, ale on sam nie zdawał sobie z tego wówczas sprawy. Wydarzenie to zapoczątkowało całą serię jego dalszych wypraw nie tylko narciarskich, lecz także pieszych, a następnie kajakowych i nawet rowerowych. W 1995 roku wspomnienie o tej wyprawie Hrynkiewicz dołączył do listu do Ojca Świętego Jana Pawła II, który dziękując mu, w odpowiedzi napisał: takich spotkań się nie zapomina i że ten pomyślnie zdany przez niego egzamin kwalifikacyjny sprzed czterdziestu lat ma trwale w pamięci.

### Śmierć
Zmarł 13 października 2016 w Krakowie. Uroczystości pogrzebowe odbyły się 20 października 2016 w Krakowie na Cmentarzu Salwatorskim (kwatera L-4-10).

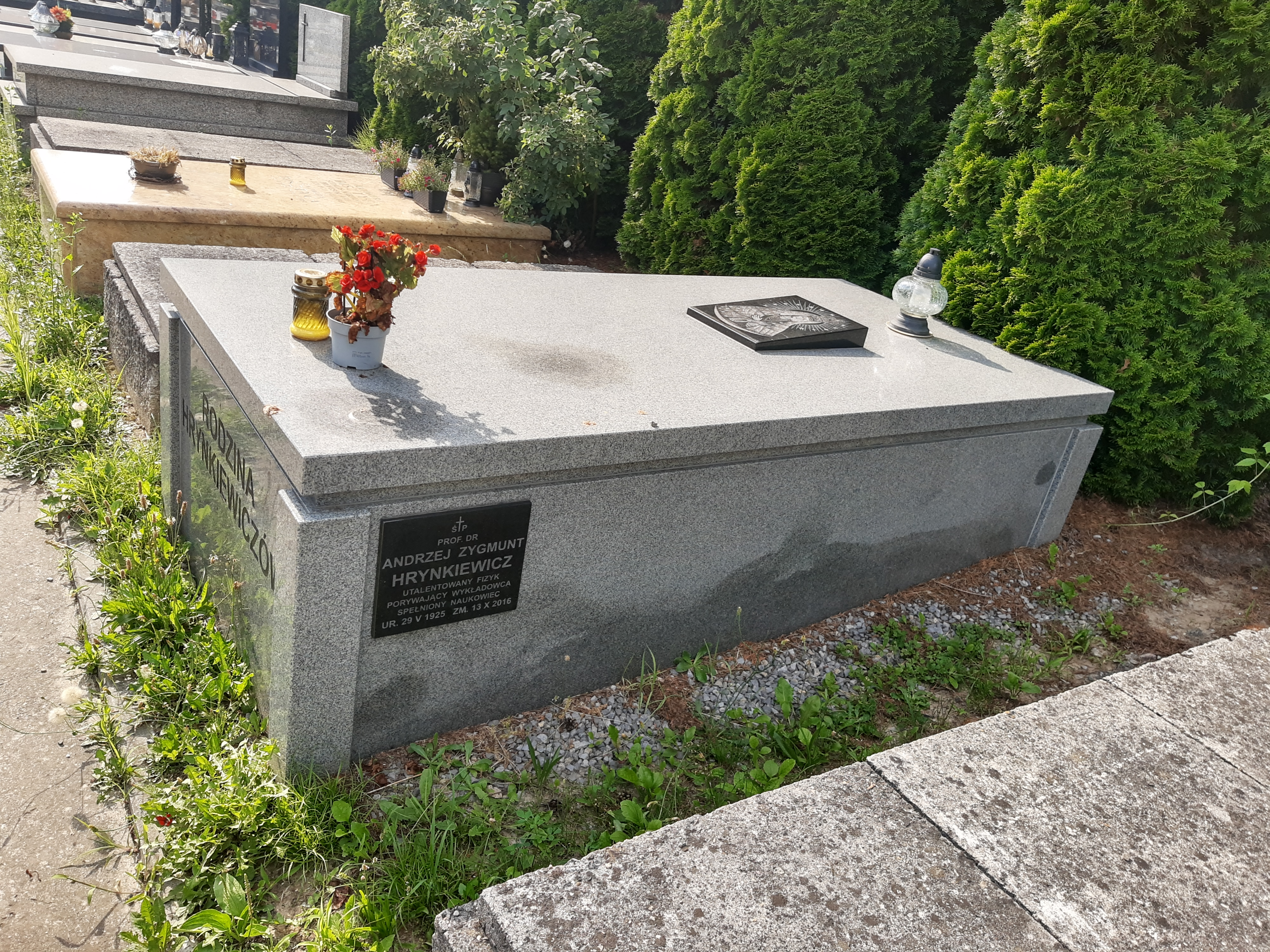
Grób prof. Andrzeja Hrynkiewicza na Cmentarzu Salwatorskim

Uczony o rozległej wiedzy i ogromnym autorytecie, uwielbiany przez młodzież nauczyciel akademicki, utalentowany popularyzator nauki i publicysta. Człowiek prawy i wielkiego serca, niezwykle aktywny we wszystkich swych działaniach w kraju i za granicą dla dobra polskiej nauki, postać wielkiego formatu

## Działalność naukowa
Prowadził prace w zakresie spektroskopii jądrowej i zastosowań metod jądrowych w badaniach skondensowanej fazy materii, wprowadził w Polsce metody magnetycznego rezonansu jądrowego, zaburzonych korelacji kierunkowych promieniowania γ i spektroskopii mössbauerowskiej, zajmował się też popularyzacją energetyki jądrowej.
Osiem lat po odkryciu magnetycznego rezonansu jądrowego przez Felixa Blocha zbudował w Krakowie wraz z Jackiem Hennelem aparaturę – pierwszy w Polsce spektrometr Magnetycznego Rezonansu Jądrowego do badania tego zjawiska. Zbudowana przez nich aparatura, z dzisiejszego punktu widzenia bardzo prymitywna, dawała wówczas możliwość wykonywania pomiarów o istotnej wartości naukowej. Początkowo tematyka naukowa rozwijała się w dwóch kierunkach: pomiaru czasów relaksacji spinowo-sieciowej w cieczach i rezonansu jądrowego w płynącej wodzie. W ramach tematyki dotyczącej cieczy Hennel i Hrynkiewicz opracowali nową, dość dokładną i pewną metodę pomiaru czasu relaksacji T1. Tą metodą badali zależność temperaturową iloczynu T1 i lepkości cieczy podzielonego przez T, który według ówczesnych teorii miał być stały. Zaobserwowany przez nich efekt został wkrótce wyjaśniony przez Gutowskiego występowaniem oddziaływania spinowo-rotacyjnego. Ich wyniki pomiarów T1 weszły do Tablic Landolta. W roku 1958 Jacek Hennel i Andrzej Hrynkiewicz referując swoje wyniki na konferencji Colloque Ampere w Paryżu, dowiedzieli się, że praca o odwróceniu populacji stanów w przepływającej cieczy stanowiła inspirację dokonania wynalazku masera przez prof. Georges’a-Henriego Benoit.
Trzy lata po odkryciu zjawiska Mössbauera Hrynkiewicz zarejestrował sygnał mössbauerowski za pomocą własnoręcznie zbudowanej aparatury w Instytucie Fizyki UJ. Jako pierwszy na świecie w 1959 wraz z prof. Martinem Deutschem w Massachusetts Institute of Technology (MIT) w Stanach Zjednoczonych zdetektował sygnał zaburzonych korelacji kierunkowych promieniowania γ.
Miał również znaczący udział w budowie generatora Van de Graaffa na 800 keV oraz pierwszego w Polsce cyklotronu C-48. Przy użyciu protonów i cząstek alfa przyspieszonych w tym cyklotronie otrzymał pierwsze na świecie widma metodą wstecznego rozpraszania Rutherforda (RBS).
Wiedzę i doświadczenie naukowe zdobywał i pogłębiał w szeregu najlepszych laboratoriów świata: MIT w USA, ZIBJ w Dubnej, Centrum Badań Jądrowych CNRS w Strasbourgu, w Uniwersytecie w Nancy, Uniwersytecie w São Paulo i Katolickim Uniwersytecie w Leuven. Wyniki prezentował wizytując ponad 100 instytutów naukowych, a także na kilkudziesięciu konferencjach i szkołach naukowych. Był członkiem komitetów naukowych około 30 konferencji międzynarodowych. Przewodniczącym Komitetu Organizacyjnego 29 Szkół Fizyki w Zakopanem, które w roku 1973 uzyskały status międzynarodowych i przekształciły się w znane w świecie konferencje naukowe "School of Physics". Był także organizatorem Międzynarodowej Konferencji Zastosowań Efektu Mössbauera w Krakowie w 1975 roku.
Był niestrudzonym popularyzatorem nauki o ochronie środowiska. Miał ogromny wkład w kształcenie społeczeństwa w zakresie czystych ekologicznie metod wytwarzania energii. W roku 1980 zorganizował specjalność "fizyka medyczna" na Uniwersytecie Jagiellońskim, która później została rozszerzona na ochronę środowiska.
Jako wykładowca uniwersytecki wykształcił rzesze studentów, wypromował łącznie 45 doktorów, z których 17 uzyskało stopień doktora habilitowanego, a 12 zostało profesorami. Opublikował ponad 300 prac w recenzowanych czasopismach o zasięgu międzynarodowym. Był autorem kilku książek. Przez kilka kadencji piastował godność Przewodniczącego Rady ds. Atomistyki oraz Przewodniczącego Rady Naukowej Instytutu Fizyki Jądrowej im. H. Niewodniczańskiego. Był Honorowym Przewodniczącym Rady Naukowej IFJ PAN.
Był członkiem od 1969 Polskiej Akademii Nauk (PAN) oraz od 1989 Polskiej Akademii Umiejętności, którego pełnił też funkcję przewodniczącego. Został dwukrotnie wybrany w 1990 i 1993 na członka Komitetu Badań Naukowych. Członek Zarządu Polskiego Towarzystwa Nukleonicznego, Centralnej Komisji do Spraw Stopni i Tytułów oraz wielu innych prestiżowych towarzystw i organizacji naukowych. O międzynarodowym uznaniu dla głębokiej wiedzy oraz jego postawy jako naukowca świadczyło powołanie go przez Międzynarodową Unię Fizyki Czystej i Stosowanej (IUPAP) i Międzynarodowej Unii Chemii Czystej i Stosowanej (IUPAC) w skład gremium, które określiło priorytety odkryć ciężkich pierwiastków.
Dzięki jego poparciu w wysokich gremiach decydujących o rozdziale finansów na inwestycje dla nauki w latach 70. i 80. na UMK zrealizowano budowę radioteleskopów RT-3 i RT-4. Na przełomie lat 2000/2001 poparł także ulokowanie na UMK Międzyuczelnianego Laboratorium FAMO.

## Rodzina
Andrzej Hrynkiewicz był żonaty z Haliną Cholewą (m. 16 kwietnia 1966), z którą miał córkę Agnieszkę ur. 1979.

## Odznaczenia i wyróżnienia
- 1955: Medal 10-lecia Polski Ludowej[39]
- 1988: laureat Medalu Mariana Smoluchowskiego przyznawanego przez Polskie Towarzystwo Fizyczne[40]
- 1995: odznaczony Krzyżem Komandorskim z Gwiazdą Orderu Odrodzenia Polski „za wybitne zasługi dla nauki polskiej i osiągnięcia w pracy dydaktycznej”[41]
- 1996: Order Przyjaźni (Rosja)[42]
- 1996: Nagroda Prezesa Rady Ministrów RP za całokształt działalności naukowej
- 1998: doktor honoris causa Uniwersytetu Marii Curie-Skłodowskiej w Lublinie[43]
- 1999: doktor honoris causa krakowskiej Akademii Górniczo-Hutniczej im. Stanisława Staszica w Krakowie (AGH)[32]
- 1999: doktor honorowy Zjednoczonego Instytutu Badań Jądrowych w Dubnej[44]
- 2000: doktor honorowy Uniwersytetu Jagiellońskiego z okazji 50. rocznicy uzyskania stopnia doktora nauk UJ[44]
- W maju 2001 mianowany jako weteran Armii Podziemnej przez Prezydenta RP na stopień podporucznika Wojska Polskiego[44].
- 2002: doktor honoris causa Uniwersytetu Mikołaja Kopernika w Toruniu[45]
- Postanowieniem prezydenta Aleksandra Kwaśniewskiego z 9 czerwca 2005 „w uznaniu wybitnych zasług dla nauki polskiej, za osiągnięcia w pracy badawczej w dziedzinie energetyki jądrowej” odznaczony Krzyżem Wielkim Orderu Odrodzenia Polski[46].
- 17 stycznia 2007 podczas uroczystego posiedzenia Senatu Uniwersytetu Jagiellońskiego w auli Collegium Maius, otrzymał dyplom honorowego profesora UJ z rąk rektora prof. Karola Musioła. Tytuł ten może być przyznany wybitnemu uczonemu spoza Uniwersytetu, a także emerytowanemu profesorowi UJ, który ze względu na doktoryzowanie się na tej uczelni nie może w niej otrzymać tytułu doktora honoris causa.
- 2014: laureat Nagrody Miasta Krakowa w kategorii nauka i technika, która była uhonorowaniem całokształtu jego wybitnych dokonań w dziedzinie fizyki jądrowej[47].

## Książki
- Nuclear interactions with extranuclear fields: proceedings of the XI Winter School on Nuclear Interactions, February 4-18, 1973, Zakopane / [ed. by A. Z. Hrynkiewicz and J. A. Golczewski]. Warszawa: PWN-Polish Scientific Publishers, 1974, s. 388.
- Andrzej M. Brzozowski, Andrzej Hrynkiewicz, Eugeniusz Rokita: Biospektroskopia. 1 / pod red. Jacka Twardowskiego. Warszawa: Państwowe Wydawnictwo Naukowe, 1989, s. 352. ISBN 83-01-09269-6.
- Hrynkiewicz, Andrzej, Szudy, Józef: Dyskusja okrągłego stołu na temat Fizyka polska u progu trzeciego tysiąclecia, odbyta w ramach Ogólnopolskiej sesji naukowej z okazji stulecia urodzin Aleksandra Jabłońskiego / animator dyskusji Andrzej Hrynkiewicz, red. Józef Szudy. Toruń : Uniwersytet Mikołaja Kopernika, 1998, s. 101. ISBN 83-231-0978-8.
- Andrzej Hrynkiewicz (animator dyskusji), redakcja Józef Szudy: Dyskusja okrągłego stołu na temat fizyka polska u progu trzeciego tysiąclecia, odbyta w ramach ogólnopolskiej sesji naukowej z okazji stulecia urodzin Aleksandra Jabłońskiego. Uniwersytet Mikołaja Kopernika w Toruniu, s. 101. ISBN 83-231-0978-8.
- Fizyczne metody badań w biologii, medycynie i ochronie środowiska: praca zbiorowa pod red. Andrzeja Z. Hrynkiewicza i Eugeniusza Rokity. Warszawa: Wydawnictwo Naukowe PWN, 1999. Brak numerów stron w książce
- Fizyczne metody diagnostyki medycznej i terapii: praca zbiorowa / pod red. Andrzeja Z. Hrynkiewicza i Eugeniusza Rokity. Warszawa: Wydawnictwo Naukowe PWN, 2000, s. 231. ISBN 83-01-13140-3.
- A. Hrynkiewicz: Henryk Niewodniczański [w:] Złota Księga Wydziału Matematyki i Fizyki Uniwersytetu Jagiellońskiego, pod red. B. Szafirskiego. Kraków, 2000, s. 489.
- Człowiek i promieniowanie jonizujące. Wydawnictwo Naukowe PWN, 2001. ISBN 83-01-13495-X. Brak numerów stron w książce
- Andrzej Hrynkiewicz: Energia. Wyzwanie XXI wieku. Wydawnictwo Uniwersytetu Jagiellońskiego, 2002, s. 275. ISBN 978-83-233-1624-4.
- Andrzej Hrynkiewicz: 50 lat Instytutu Fizyki Jądrowej im. Henryka Niewodniczańskiego Polskiej Akademii Nauk. Kraków: Polska Akademia Umiejętności, 2005, s. 703, seria: Monografie Komisji Historii Nauki PAU. ISBN 83-60183-06-6.
- Andrzej Hrynkiewicz, Eugeniusz Rokita: Fizyczne metody diagnostyki medycznej i terapii. Warszawa: PWN, 2013. ISBN 83-01-13140-3. Brak numerów stron w książce